# Ванда Панфіль
Ванда Мар'янна Панфіль-Гонсалес (пол. Wanda Marianna Panfil-González; нар. 26 січня 1959) — польська легкоатлетка, яка спеціалізувалася на бігу на довгі дистанції та марафонському бігу.

## Спортивні досягнення
Учасниця двох олімпійських марафонських забігів (1988, 1992), в яких обидва рази фінішувала 22-ю.
Чемпіонка світу з марафонського бігу (1991).
Брала участь у трьох чемпіонатах світу з кросу (1980, 1982, 1987), на яких найкращим виступом було 45-е місце у 1982.
У 1992 фінішувала 35-ю на єдиному в своїй кар'єрі чемпіонаті світу з напівмарафону.
Фіналістка (7-е місце) чемпіонату Європи з бігу на 10000 метрів (1990).
Переможниця Лондонського (1990), Нью-Йоркського (1990) та Бостонського (1991) марафонів. Також фінішувала другою на Берлінському (1987) та Лондонському (1989) марафонах.
Перемагала також на марафонах в Дембно (1988) та Нагої (1990).
Чемпіонка Польщі з бігу на 3000 метрів (1984, 1987), 5000 метрів (1985, 1987, 1988, 1989), напівмарафону (1988), марафонського бігу (1988) та кросу (1981, 1984, 1985, 1987).
Чемпіонка Польщі в приміщенні з бігу на 1500 та 3000 метрів (1986).

## Визнання
- Спортсменка року в Польщі (1990, 1991)